# Simulium indicum
Simulium indicum är en tvåvingeart som beskrevs av Eduard Becher 1885. Simulium indicum ingår i släktet Simulium och familjen knott. Inga underarter finns listade i Catalogue of Life.